# Zosterops modestus
Zosterops modestus — вид воробьиных птиц из семейства белоглазковых (Zosteropidae).

## Распространение
Эндемики Сейшельских островов.

## Описание
Длина тела 10-11 см. Верхняя сторона тела оливково-серая, нижняя окрашена в тусклые оттенки. Вокруг глаза узкое белое кольцо. Имеется довольно длинный тёмно-зелёный хвост. Клюв маленький и острый.

## Биология
У этих птиц открыта уникально сложная среди белоглазковых и примечательная для птиц вообще система кооперации при размножении.

## Охранный статус
МСОП присвоил виду охранный статус VU. Одно время (в 1935—1960) этот вид считался вымершим, но затем был переоткрыт. Перевозка птиц на некоторые другие острова была успешной, что позволило увеличить численность популяции вида до, возможно, 500 особей.